# عبدالله سیسوکو
عبدالله سیسوکو (انگلیسی: Abdoulaye Cissoko؛ زادهٔ ۲۷ دسامبر ۱۹۹۹) بازیکن فوتبال اهل فرانسه است.